# Mutazione de novo
Una mutazione de novo è qualsiasi mutazione o alterazione nel genoma di qualsiasi organismo (umani, animali, piante, microbi, ecc.) che non è stata ereditata dai loro genitori. Questo tipo di mutazione si verifica spontaneamente durante il processo di replicazione del DNA durante la divisione cellulare. Le mutazioni de novo, per definizione, sono presenti nell'individuo colpito ma assenti nel genoma di entrambi i genitori biologici. Queste mutazioni possono verificarsi in qualsiasi cellula della prole, ma quelle nella linea germinale (ovuli o spermatozoi) possono essere trasmesse alla generazione successiva.
Nella maggior parte dei casi, queste mutazioni hanno poco o nessun effetto sull'organismo colpito a causa della ridondanza e robustezza del codice genetico. Tuttavia, in rari casi, possono avere effetti notevoli e seri sulla salute generale, sull'aspetto fisico e su altre caratteristiche. I disturbi che coinvolgono più comunemente mutazioni de novo includono la sindrome del cri-du-chat, la sindrome da delezione 1p36, le sindrome del cancro genetico, e certe forme di autismo, e casi di miopatia (rari casi di distrofia muscolare), tra gli altri.

## Tasso
Il tasso con cui si verificano le mutazioni de novo (MDN) non è statico e può variare tra diversi organismi e anche tra individui. 

### Homo sapiens
Negli esseri umani il numero medio di mutazioni spontanee (non presenti nei genitori) che un neonato ha nel suo genoma è di circa 43.86 MDN.
Diversi fattori possono influenzare questo tasso. Ad esempio, uno studio condotto nel settembre 2019 dal University of Utah Health ha rivelato che certe famiglie hanno un tasso di mutazione spontanea superiore alla media. Questo risultato indica che il tasso di mutazione de novo può avere una componente ereditaria, suggerendo che può "correre in famiglia".
Inoltre, l'età dei genitori, in particolare l'età paterna, può influenzare significativamente il tasso di mutazioni de novo. I genitori più anziani, specialmente i padri, tendono ad avere un rischio maggiore di avere figli con mutazioni de novo a causa del maggior numero di divisioni cellulari nella linea germinale maschile con l'avanzare dell'età.

## Ruolo nell'evoluzione
Le mutazioni de novo giocano un ruolo cruciale nell'evoluzione fornendo nuova variazione genetica su cui può agire la selezione naturale. Servono come fonte primaria di diversità genetica, permettendo alle specie di adattarsi a cambiamenti ambientali nel tempo.